# Hugo Arcier
 (août 2023).
La mise en forme du texte ne suit pas les recommandations de Wikipédia : il faut le « wikifier ».
Les points d'amélioration suivants sont les cas les plus fréquents :
- Les titres sont pré-formatés par le logiciel. Ils ne sont ni en capitales, ni en gras.
- Le texte ne doit pas être écrit en capitales (les noms de famille non plus), ni en gras, ni en italique, ni en « petit »…
- Le gras n'est utilisé que pour surligner le titre de l'article dans l'introduction, une seule fois.
- L'italique est rarement utilisé : mots en langue étrangère, titres d'œuvres, noms de bateaux, etc.
- Les citations ne sont pas en italique mais en corps de texte normal. Elles sont entourées par des guillemets français : « et ».
- Les listes à puces sont à éviter, des paragraphes rédigés étant largement préférés. Les tableaux sont à réserver à la présentation de données structurées (résultats, etc.).
- Les appels de note de bas de page (petits chiffres en exposant, introduits par l'outil «  Source ») sont à placer entre la fin de phrase et le point final[comme ça].
- Les liens internes (vers d'autres articles de Wikipédia) sont à choisir avec parcimonie. Créez des liens vers des articles approfondissant le sujet. Les termes génériques sans rapport avec le sujet sont à éviter, ainsi que les répétitions de liens vers un même terme.
- Les liens externes sont à placer uniquement dans une section « Liens externes », à la fin de l'article. Ces liens sont à choisir avec parcimonie suivant les règles définies. Si un lien sert de source à l'article, son insertion dans le texte est à faire par les notes de bas de page.
- La présentation des références doit suivre les conventions bibliographiques. Il est recommandé d'utiliser les modèles {{Ouvrage}}, {{Chapitre}}, {{Article}}, {{Lien web}} et/ou {{Bibliographie}}. Le mode d'édition visuel peut mettre en forme automatiquement les références.
- Insérer une infobox (cadre d'informations à droite) n'est pas obligatoire pour parachever la mise en page.

Pour une aide détaillée, merci de consulter Aide:Wikification.
Si vous pensez que ces points ont été résolus, vous pouvez retirer ce bandeau et améliorer la mise en forme d'un autre article.
Hugo Arcier, né le 27 juillet 1976, est un artiste français qui vit et travaille à Paris.

## Biographie
Hugo Arcier commence sa carrière en créant des effets visuels pour le cinéma et collabore à des projets pour des réalisateurs comme Roman Polanski, Alain Resnais ou Jean-Pierre Jeunet.
Parallèlement, il commence à créer des œuvres plastiques en images de synthèse. Il développe un méta-discours sur les images virtuelles, « l'outil devient aussi sujet », et travaille aussi sur la thématique de la disparition et du remplacement de la réalité par la simulation,,. Il traite aussi de sujets d'actualités comme en 2011 avec Fiction 1  sur le tsunami qui frappe le Japon ou encore sur les actes terroristes armés avec 11 executions,, et FPS,.
Son travail est montré dans de nombreuses expositions collectives et des festivals d'art numériques (Biennale Némo, Elektra...) mais sa première exposition monographique Nostalgie du réel a lieu au Cube en 2013,,,.
Sa seconde exposition monographique Fantômes numériques a lieu au Lux en 2016 . Il y montre pour la première fois son installation Ghost City, qui s'inspire du De Rerum Natura de Lucrèce mais aussi du jeu vidéo GTAV.
Il est nommé Chevalier de l'ordre des Arts et de Lettres en juillet 2016.
En 2019 il réalise le film Clinamen, pour l'Opéra de Paris.

## Expositions personnelles
- Fantômes numériques, Lux – Scène Nationale, Valence, France (2016)
- Nostalgie du réel, CUBE, Issy-Les-Moulineaux, France (2013)

## Expositions collectives (sélection)
- Jusqu’ici tout va bien? Archéologies d’un monde numérique, Biennale Némo, Le 104, Paris (2019)
- Ubik, Pavillon Blanc, Colomiers, France (2019)
- Navier-Stokes ou la beauté des crêtes, Nuit blanche Paris, France (2018)
- Le suaire de Turing, Biennale Siana, Évry, France (2016)
- Beirut Biennale for the image, Station Beirut, Beyrouth, Liban (2016)
- Travelogue, Mantoue, Italie (2016)
- The fate of image, Sichuan Fine Arts Institute, Chongqing, Chine (2015)
- Lumières – Fréquences – Essences, Evry, France (2015)
- Cutting Edge Animation, São Paulo, Brésil (2015)
- AV@AR 3.0 L’art des nouveaux médias Français, Pékin, Chine (2014)
- Lumières, Fréquences, Essences, Chengdu, Chine (2014)
- Display, Wuhan, China (2014)
- Territoires Incertains, galerie Plateforme, Paris, France (2014)
- Imaginaire : Esthètique du virtuel et perception de la réalité, PrimoPiano LivinGallery, Lecce, Italie (2014)
- Norevover, ON/Gallery, Pékin, China (2013)
- Parcours d’art Carne Paris, France (2010)
- Okayama Art Center, Okayama, Japon (2008)
- Sous influence, galerie Magda Danysz, Paris, France (2007)
- Quels talents, Le Cube, Issy-Les-Moulineaux, France (2006)

## Festivals et diffusions (sélection)
- Now & After, Moscou, Russie (2019)
- Over the real, Viareggio, Italie (2019)
- Videobardo, Buenos Aire, Brésil (2018)
- Videoformes, Clermont-Ferrand, France (2017)
- Polytechnic Museum, Moscou, Russie (2015)
- VIS (Vienna Short Festival), Vienne, Autriche (2015)
- Videoformes, Clermont-Ferrand, France (2015)
- Multiplicidades, Rio, Brésil (2014)
- B.I.M. Biennale de l’image en mouvement, Buenos Aires, Argentine (2014)
- Austrian Film Museum, Penetrating surfaces Vienne, Autriche (2014)
- Videoformes Clermont-Ferrand, France (2014)
- Seoul International NewMedia Festival, Seoul, Corée (2013)
- Ars Electronica, Linz, Autriche (2013)
- Anima Mundi, Rio de Janeiro and São Paulo, Brésil (2013)
- Videoakt International Videoart Biennial, Barcelone, Espagne (2013)
- Elektra, Montréal, Québec (2013)
- New Museum, New York, USA (2012)
- Videoformes, Clermont-Ferrand, France (2012)
- Video Art & Experimental Film Festival, New York, USA (2010)
- Paris Tout court, Paris, France (2008)
- VAIA, V Mostra Internationale d’Art Vidéo d’Alcoi, Valence, Espagne (2006)
- Sao Paulo International Short Film Festival, Sao Paulo, Brésil (2006)
- Festival Némo, Paris, France (2006)
- Videoformes, Clermont-Ferrand, France (2005)